# Wigand Lauze
Wigand Lauze (* um 1495 in Homberg; † 1570) war ein deutscher Chronist. Seine in Annalenform geschriebene Chronik der hessischen Geschichte ist bis heute ein historisches Zeugnis.

## Leben
Angaben zu seiner Herkunft und Jugend liegen nicht vor, und zu seinem Leben ist fast nur das Wenige bekannt, was sich aus seinem schriftlichen Werk deduzieren lässt. Es wird vermutet, dass sein Vater Johann Lauze (Lutze) d. Ä. Bürger in Homberg war, aber wohl aus Treysa stammte, wo Wigand später ebenfalls das Bürgerrecht besaß, und dass seine Mutter, deren Name nicht bekannt ist, eine Schwester des Jost Becker (Justus Pistoris/Pistorius) aus Homberg war, der wiederum Kanzleischreiber in Kassel, Kammersekretär der Landgräfin Christine, Kanzleisekretär des Landgrafen Philipp und Salzgrebe zu Allendorf war.
Lauze studierte ab Herbst 1519 an der Universität Erfurt und erscheint bei seiner dortigen Immatrikulation (als Wigandus Lutz de Homburg) erstmals in den Quellen. Er betrieb wohl sowohl humanistische als auch juristische Studien. Wie lange er in Erfurt studierte, ist ungewiss. 1529 wurde er einer der sechs Gemeindevorsteher in Treysa, in deren Händen die gesamte städtische Finanzverwaltung lag. Zuvor war er wohl dort bereits Schreiber gewesen. Im Jahre 1535 beleidigte er im Streit in einem Weinhaus einen der städtischen Schöffen, verweigerte wiederholt sein Erscheinen vor dem Schöffengericht, und erhielt nach seinem Einspruch beim landgräflichen Statthalter im Land an der Lahn in Marburg, Georg von Kolmatsch, aus verfahrensrechtlichen Gründen Recht. Der Streit zog sich dennoch weiter hin, wohl wegen Lauzes Starrköpfigkeit, sodass sich der Treysaer Schultheiß und die Schöffen ebenfalls an den Statthalter wandten. Im gleichen Jahr hatte Lauze auch mit dem Rat der Stadt Streit wegen seines Widerstands gegen die vom Rat beabsichtigte Erweiterung der Befugnisse des sogenannten Rats der Zwölfer. Auch diese Angelegenheit kam vor den Statthalter, der bei einem Verhandlungstag in Ziegenhain dem Rat recht gab und Lauze bis auf ferneren Bescheid die Übernahme eines städtischen Amts untersagte. Dies dürfte der Grund gewesen sein, warum Lauze 1535 Treysa verließ und wieder nach Homberg umsiedelte.
Von 1536 bis zum Jahreswechsel 1539/40 war Lauze in der landgräflichen Kanzlei in Kassel beschäftigt, die auch Gerichtsfunktion hatte, und 1538 ist er dort als Gerichtsschreiber („juditii scriba“) nachgewiesen. Im Rang stand er wahrscheinlich unmittelbar hinter den beiden Kanzleisekretären, aber vor den Registratoren und Kanzleischreibern. Im November 1539 bat Lauze seinen Gönner, den Kanzler Johann Feige, um Fürsprache zur Verwendung in anderer Stellung, wobei er eine ihm zuteil gewordene Zurechtweisung, sein fortgeschrittenes Alter, die hohen Lebenshaltungskosten in Kassel und seine zur Verschwendung neigenden Kanzleikollegen zur Begründung seines Anliegens anführte. Daraufhin wurde er im April 1540 (rückdatiert auf Februar 1540) für drei Jahre zum “obersten” der drei vom Landgrafen eingerichteten Landeshospitäler Haina, Merxhausen und Hofheim bestellt. Er selbst bezeichnete sich im März 1541 als „Oberbevelhaber“ und im Juni 1541 als Vogt zu Haina. Die Bestallung lief 1543 ab, aber er scheint den Posten bereits 1542 aufgegeben zu haben. Danach ist er erst 1561 wieder nachweisbar, nunmehr in Homberg, wo er wohl 1570 verstarb. (Laut manchen Biografen, Schriftstücke seiner Erben zitierend, war er bereits Anfang 1569 nicht mehr am Leben.)

## Werk
Wigand Lauzes Bedeutung basiert auf seiner Chronik der hessischen Geschichte fast von der Sintflut bis 1564, von der allerdings nur der zweite Teil, der die Regierungszeit des Landgrafen Philipp I. von Hessen behandelt, historischen Stellen- und Quellenwert besitzt. Lauze war ein „kreativer“ Geschichtsschreiber. Er war gründlich belesen und berief sich auf seine humanistischen Zeitgenossen als Gewährsleute, war jedoch wenig kritisch, und die Darstellung im ersten, bis 1509 reichenden Teil seines Werkes hat kaum quellenmäßigen Wert, gibt allerdings interessante Aufschlüsse zur Historiographie des Humanismus. Seine hessische Geschichte beginnt mit dem sagenhaften Ascennas, der den Beinamen Thuisco geführt und 254 Jahre nach der Sintflut als „Erzvater und Anfänger aller Deutschen“ und somit erster König der Hessen gelebt habe. Sie führt dann bis in die Regierungszeit von Landgraf Philipp, der der gesamte zweite Teil der Chronik gewidmet ist. Für diesen zweiten Teil sammelte Lauze, ein Verehrer des Landgrafen, mittels seiner guten Beziehungen zu amtlichen und wissenschaftlichen Kreisen umfangreiches Material, auf dessen Basis und aus eigener Erfahrung berichtend er eine Biografie ganz auf der Höhe seiner Zeit und von bleibender Bedeutung erstellte. Lauze stand den gelehrten Kreisen der Landgrafschaft, die sich an der Marburger Universität zusammenfanden, ausgesprochen nahe, und sein Werk spiegelt deren religiöse, literarische und politische Anschauungen getreu wider.
- Der erste Teil liegt nur handschriftlich vor: „Von dem löblichen Herkommen, Geschlechten, Leben, Thaten und Absterben der Könige und Fürsten zu Hessen, auch was sich bei eines jeden Regierung in derselben Landschaft zugetragen und verlaufen hat“. Digitalisat der UB Kassel: https://orka.bibliothek.uni-kassel.de/viewer/image/1626422037217/1/.
- Nur der zweite Teil, die Darstellung der Regierungszeit des Landgrafen Philipp, wurde gedruckt – in der Zeitschrift des Vereins für hessische Geschichte und Landeskunde (Zweites Supplement, 1. und 2. Band, 1841 und 1847):
  - Leben und Thaten des durchleuchtigsten Fursten und Herren Philippi Magnanimi, Landgraffen zu Hessen. (Zeitschrift des Vereins für hessische Geschichte und Landeskunde, Zweites Supplement, Leben Philipps des Großmüthigen, von Wiegand Lauze, Erster Band, Wiegand Lauze’s Hessische Chronik, Zweiten Theiles Erster Band), Kassel, 1841
  - Leben und Thaten des durchleuchtigsten Fursten und Herren Philippi Magnanimi, Landgraffen zu Hessen. (Hessische Chronik, Zweiter Theil, Erster Band) J.J. Bohné, Cassel, 1841
  - Leben und Thaten des durchleuchtigsten Fursten und Herren Philippi Magnanimi, Landgraffen zu Hessen. (Hessische Chronik, Zweiter Theil, Zweiter Band) J.J. Bohné, Cassel, 1947